# Myzomela blasii
Papa-mel-apagado ou suga-mel-sóbrio (Myzomela blasii) é uma espécie de ave da família Meliphagidae.
É endémica da Indonésia.
Os seus habitats naturais são: florestas subtropicais ou tropicais húmidas de baixa altitude e regiões subtropicais ou tropicais húmidas de alta altitude.